# Ondskan (filme)
Ondskan (prt: Cruel; bra: Evil - Raízes do Mal) é um filme de drama dano-sueco de 2003 dirigido e coescrito por Mikael Håfström, e baseado no romance A Fábrica da Violência de Jan Guillou.

Com o nome de Evil, foi indicado ao Oscar de melhor filme estrangeiro na edição de 2004, representando a Suécia.

## Elenco
- Andreas Wilson - Erik Ponti
- Henrik Lundström - Pierre Tanguy
- Gustaf Skarsgård - Otto Silverhielm
- Linda Zilliacus - Marja
- Jesper Salén - Gustaf Dalén
- Peter Eggers - Karl von Rosen
- Filip Berg - Johan
- Johan Rabaeus - pai de Erik
- Marie Richardson - mãe de Erik
- Magnus Roosmann - Tosse Berg
- Ulf Friberg - Tranströmer
- Lennart Hjulström - Lindblad
- Mats Bergman - Melander
- Kjell Bergqvist - Gunnar Ekengren
- Björn Granath - Reitor Matz
- Fredrik af Trampe - von Schenken
- Petter Darin - von Seth

## Dublagem
A dublagem por ser de um filme estrangeiro sem muita relevância em países fora da Europa, foi feita apenas com dubladores muito reconhecidos no Brasil, diversos deles tendo trabalhado em obras extremamente famosas.
- Erik Ponti - Alfredo Rollo

- Pierre Tanguy - Vagner Fagundes
- Otto Silverhielm - Márcio Araújo (ator)
- Marja - Eleonora Prado
- Gustaf Dalén - Wendel Bezerra
- Karl von Rosen - Personagem sem diálogos
- Johan - Fábio Lucindo
- pai de Erik - Hélio Vaccari
- mãe de Erik - Cecília Lemes
- Tosse Berg - Não identificado
- Tranströmer - Leonardo Camillo
- Lindblad - Tatá Guarnieri
- Melander - Carlos Silveira
- Gunnar Ekengren - Não identificado
- Reitor Matz (Björn Granath) - Mauro Castro
- von Schenken - Não identificado
- von Seth - Não identificado